# Libertad Leblanc
Libertad María de los Ángeles Vichich (Guardia Mitre, 24 de febrero de 1936-Buenos Aires, 29 de abril de 2021), conocida por su seudónimo Libertad Leblanc, fue una actriz y vedette argentina. Filmó treinta películas en la industria cinematográfica argentina entre 1960 y 1989, además de también haber trabajado en producciones mexicanas.
Fue un símbolo sexual de las décadas de 1960 y 1970, apareciendo en numerosas películas en escenas de desnudez y contenido sexual mayormente ingenuo. Una de sus películas más recordadas fue una de las primeras en su carrera, Acosada, de 1964.
Algunas de sus películas fueron controvertidas, como La endemoniada, de 1968, que contiene escenas de horror y vampirismo, con desnudez explícita. Leblanc también actuó en la serie de televisión Naná y en versiones de TV de las vidas de Lola Montez y Lady Hamilton.

## Biografía

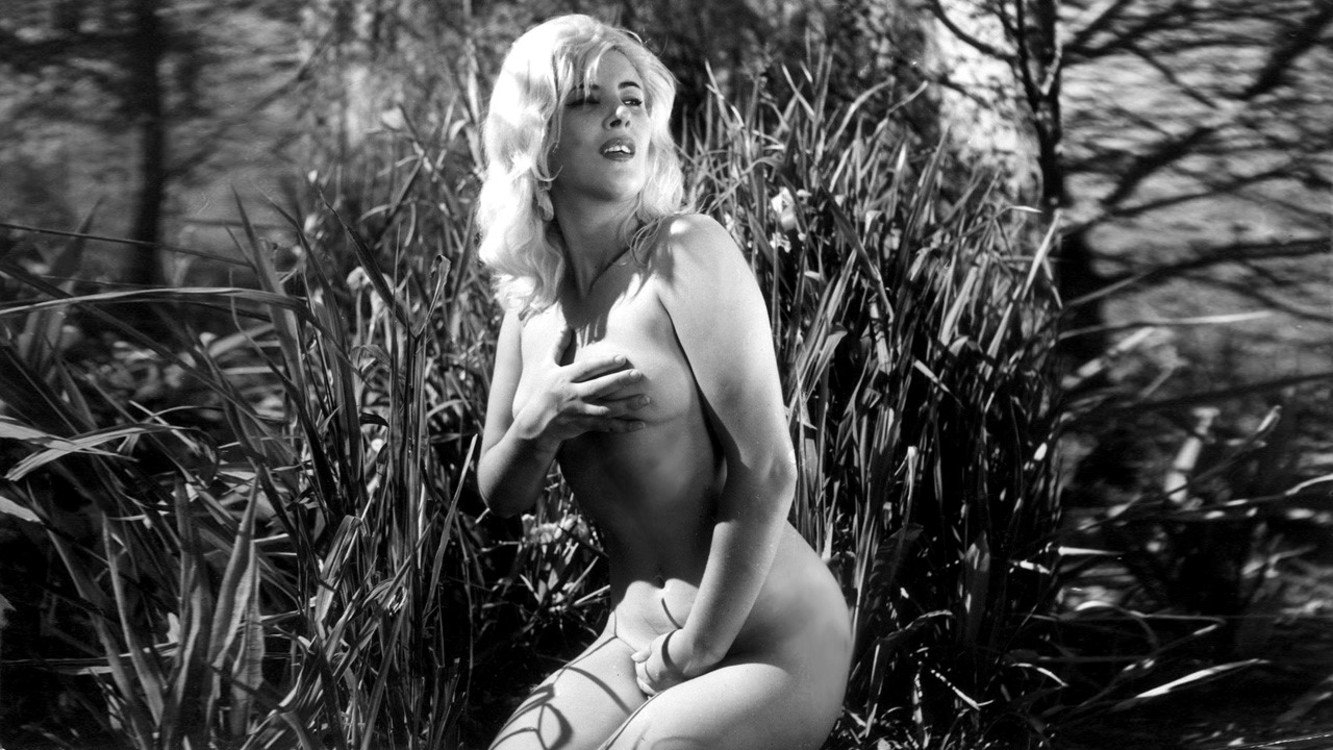
Leblanc en La flor de Irupé (1962).

### Infancia y juventud
Libertad María de los Ángeles Vichich nació en Guardia Mitre (también llamada Coronel Pringles) Río Negro el 24 de febrero de 1936. Su padre, César Esteban Vichich (n. 9 de octubre de  1908), administrador de campos, murió en un confuso episodio policial cuando Libertad aún no había cumplido un año de edad. Su madre, Sara Mauricia Blanco (n. 22 de septiembre de 1911), volvió a casarse, y pasó su adolescencia como pupila en un colegio de monjas, el María Auxiliadora, de la ciudad de Trelew.
Era una alumna díscola y rebelde, y fue expulsada cuatro veces del colegio. Muy joven aún, se casó con el empresario teatral Leonardo Barujel, con quien tuvo a su única hija Leonor. El matrimonio duró apenas un par de años, y Leblanc no volvió a contraer matrimonio.

### Salto a la fama

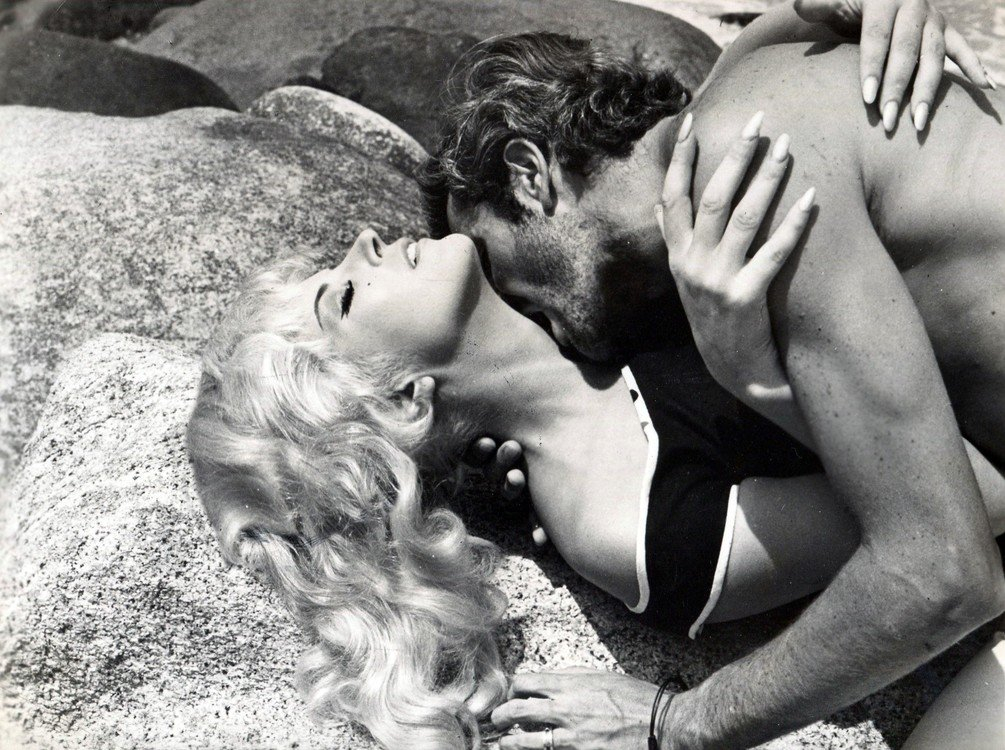
Leblanc y Guillermo Murray en La Venus maldita (1971).

Libertad era una mujer decidida. A comienzos de la década de 1960, habiendo realizado sólo papeles menores en películas y espectáculos teatrales, aceptó la invitación de un periodista venezolano para asistir a un festival de cine en Caracas. Al borde de la piscina del hotel, mientras invitados y periodistas le dedicaban toda la atención a la diva argentina Graciela Borges, Libertad se quitó el vestido, exponiendo su cuerpo blanquísimo y escultural en una pequeñísima bikini roja a lunares. Los periodistas se arremolinaron alrededor de aquella despampanante rubia desconocida.
El repentino salto a la notoriedad le significó su primera película protagónica, La flor de Irupé, en la que realizaba el primero de los muchos desnudos que caracterizarían su carrera, y que resultó todo un éxito de taquilla.

### Rivalidad con Isabel Sarli

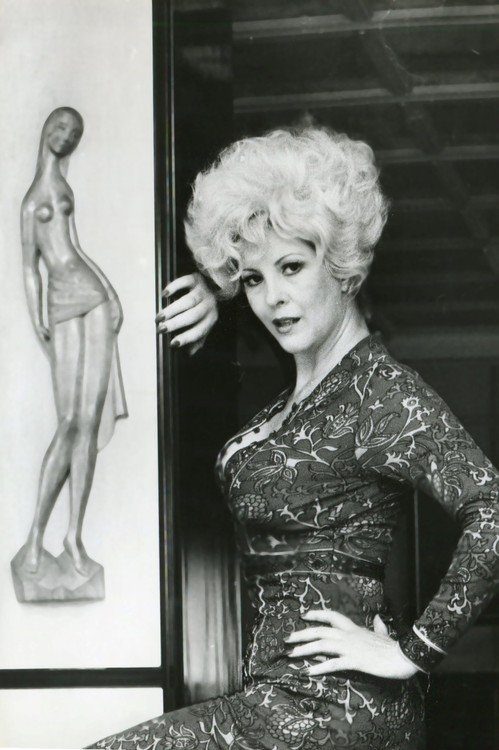
Leblanc en 1977.

Su rivalidad con Isabel Sarli ―el mayor símbolo sexual del cine argentino― fue notoria en la década de 1960. Eran las dos figuras máximas del cine erótico y al mismo tiempo el contraste entre ambas, en apariencia y en personalidad, en la pantalla y fuera de ella, no podía ser mayor: Isabel Sarli era morena, trigueña, de generosas formas y atributos naturales. Libertad Leblanc, por su parte, se había mejorado los pechos mediante cirugía, había teñido su cabello de rubio platino, y mantenía su distintiva piel blanquísima evitando exponerse al sol. Sarli era tímida y algo ingenua, y daba una imagen pública sencilla y campechana. Sus películas son en su mayoría melodramas y comedias. En contraste, Leblanc era desinhibida y astuta, y daba una imagen pública de vampiresa. Su filmografía incluye policiales y thrillers.
La Sarli, como solían llamarla, era, como actriz, enteramente un producto de Armando Bó; ya que el realizador argentino fue para ella padre, marido, representante, productor y director, simultáneamente. La Leblanc, como solían llamarle también, estaba en cambio acostumbrada desde joven a abrirse camino por sí misma. Fue una auténtica «self-made woman» (‘mujer autocreada’) de su tiempo: discutía con los productores, los directores y los distribuidores, era su propia representante y coprodujo casi todas sus películas ―en una época en que ninguna mujer lo hacía―, encargándose casi siempre de la distribución y promoción de sus filmes. Al respecto, un productor mexicano, con quien Leblanc realizó ocho películas, manifestó una vez a los medios que «Libertad Leblanc, para hablar de negocios, tiene bigotes».
De hecho, fue la propia Libertad Leblanc quien instaló la rivalidad entre ella y la Sarli. A fin de promocionar su primera película, La flor de irupé, sugirió un afiche de promoción con un desnudo en blanco y negro, y la leyenda «Libertad Leblanc, rival de Isabel Sarli». Aunque Isabel no dijo nada, Armando Bó, hecho una furia, acusó a Leblanc de estar utilizando arteramente la fama, ya internacional, de Isabel Sarli para ganar publicidad para las películas que protagonizó. Al respecto de esto último, Leblanc se sinceró para un artículo retrospectivo y entrevista en profundidad, la cual realizó con Página/12 en 2004: «Y [Bó] tenía razón; pero bueno: no gastamos nada y salió perfecto».

### Últimos años y fallecimiento
En 2019, en una entrevista, Libertad Leblanc reveló un viejo romance secreto que mantuvo con el cantante Plácido Domingo.
Ya retirada de los estudios de filmación y de los escenarios, Leblanc, «la diosa blanca de la sensualidad», transcurrió sus últimos días entre Argentina, España (donde tenía dos casas) y Suiza, donde vive su hija Leonor con su familia.
En marzo de 2021, la actriz fue internada por una neumonía y posteriormente, el 29 de abril de 2021, falleció debido a un cuadro de salud delicado, que se había deteriorado debido a dificultades cardíacas y renales sumadas a la enfermedad de Alzheimer.

## Musa literaria
Leblanc sirvió de inspiración a Ernesto Sabato para su clásica novela de 1974 Abaddón El Exterminador; particularmente, para escenificar la televisión argentina de principios de los años '70: ella, una rutilante estrella de cine, debía celebrar nupcias con el ya para entonces aclamado novelista Ernesto Sabato, en una ceremonia que uniría para siempre los nombres de la blonda bomba sexual, treintañera en aquellos años, y del galardonado literato, que acudía en paños menores, y en la cual Pipo Mancera era oficiante/maestro de ceremonias, tras haberlo entrevistado disparatadamente, recostándolo sobre un diván, al casi centenario bonaerense de Rojas. Actuaba como padrino Jorge Luis Borges.
Leemos en una reedición, correspondiente a Sudamericana Sociedad Anónima, de 1975: 

Sabato siente malestar porque piensa que los reflectores no perdonan detalle, en momentos en que entra Libertad Leblanc, para la cual Pipo solicita UN FUERTE APLAUSO, después de lo cual grita que tal como había sido anunciado, por las mismas cámaras de Canal 13, siempre en SÁBADOS CIRCULARES, se llevará a cabo el casamiento entre Sabato y la rutilante estrella, mientras de la mano acerca a Libertad, quien, ante la orden amable pero estentórea de Pipo debe besar a Sabato ante cámaras, cosa que se hace entre GRANDES Y SOSTENIDOS APLAUSOS.
Página 271.

Al cabo de lo cual, Pipo hace entrar entre cerrados aplausos a Jorge Luis Borges, de jacquet, que oficiará de padrino de la boda.
Página 272.

Libertad Leblanc, con un vestido negro y un escote que llega al ombligo está al lado de Sabato, quien, siempre en calzoncillos, pero ahora de pie y de la mano de la estrella, dirige una mirada de simpatía hacia Borges, que avanza con paso inseguro hacia el centro de la escena.
Ídem.

## Televisión
- 2020: Al ras del agua, como Anette Jáuregui.
- 2020: Rojo púrpura, como Griselda Schroider.
- 1992: Tato de América, participación especial en la cortina del programa.
- 1981: Luciana, como Nuria Urquiza.
- También en "Alta Comedia" Canal 9 de Buenos Aires, en los 70, hizo un especial sobre la vida de Eva Perón.

## Teatro
- 2016: Los caminos de Alfredo Alcón, Juan Carlos Puppo, Nelly Prince, Joaquin Bouzan, Cristina Banegas y  Mónica Villa.
- 1983: Un inocente adulterio  con Adolfo García Grau y Fernando Lupiz.
- 1970: "El Baño de Libertad", comedia musical picarezca de Tony Betancourt, estrenada el 4 de febrero de 1970 en el Teatro Puerto Rico de New York. Protagoniza Libertad Leblanc, con Eddie Cabrera, Daisy Guzmán, Modesto Cotto, Willy el baby Rodríguez, Los latin Soul, Virginia Blanco y Frank Mercado. Dirección Erick Santamaría.

## Filmografía
- El primer beso (1958)
- El bote, el río y la gente (1960)
- La procesión (1960)
- La Flor de Irupé (1962) como la protagonista, Marta
- Testigo para un crimen (1963) como Blondie
- Acosada (1964) como Mara Luján
- María M. (1964)
- Una mujer sin precio (1964)
- La cómplice (1965) como Renata
- Fuego en la sangre (1965) como Cristina
- La piel desnuda (1966)
- La Venus maldita (1967)
- La perra (1967)
- Cuando los hombres hablan de mujeres (1967)
- Seis Días para Morir (La Rabia) (1967)
- El derecho de gozar (1968)
- Esclava del deseo (1968)
- Noches prohibidas (1968)
- Cuatro contra el crimen (1968)
- El satánico (1968)
- La casa de Madame Lulú (1968)
- Psexoanálisis (1968)
- La endemoniada (1968)
- Deliciosamente amoral (1969)
- La culpa (1969) como Márgara
- Cautiva en la selva (1969)
- Mujeres de medianoche (1969)
- Cerco de terror (1972)
- Olga, la hija de aquella princesa rusa (1972)
- Furia en la isla (1976) como Lily
- Standard (inédita, 1989) de Jorge Acha